# Organización territorial de las Islas Salomón
La organización territorial de las Islas Salomón se divide en nueve provincias administrativas, más el territorio de la capital.
|                                                        |          |                 |                         |                                     |                         |  |
| Provincia                                              | Capital  | Extensión (km²) | Población Censo de 1999 | Densidad de población Censo de 2009 | Población Censo de 2009 |  |
| Central                                                | Tulagi   | 615             | 21.577                  | 42,4                                | 26.051                  |  |
| Choiseul                                               | Taro     | 3.837           | 20.008                  | 6,9                                 | 26.371                  |  |
| Guadalcanal1                                           | Honiara  | 5.336           | 60.275                  | 17,5                                | 93.613                  |  |
| Isabel                                                 | Buala    | 4.136           | 20.421                  | 6,3                                 | 26.158                  |  |
| Makira-Ulawa                                           | Kirakira | 3.188           | 31.006                  | 12,7                                | 40.419                  |  |
| Malaita                                                | Auki     | 4.225           | 122.620                 | 32,6                                | 137.596                 |  |
| Rennell y Bellona                                      | Tigoa    | 671             | 2.377                   | 4,5                                 | 3.041                   |  |
| Temotu                                                 | Lata     | 895             | 18.912                  | 23,9                                | 21.362                  |  |
| Occidental                                             | Gizo     | 5.475           | 62.739                  | 14,0                                | 76.649                  |  |
| Territorio de la Capital                               | Honiara  | 22              | 49.107                  | 2.936,8                             | 64.609                  |  |
|                                                        |          | 28.400          | 409.042                 | 14,7                                | 515.870                 |  |
| Oharra: 1 excepto el Territorio de la capital Honiara. |          |                 |                         |                                     |                         |  |

La capital del país, Honiara se encuentra en la isla de Guadalcanal pero se administra de forma independiente siendo el Territorio de la Capital.